# Tonden
Tonden est un hameau situé dans la commune néerlandaise de Brummen, dans la province de Gueldre. Le 1er janvier 2007, le Tonden compte 372 habitants.